# Bonderups församling
Bonderups församling var en församling i Lunds stift och i Lunds kommun. Församlingen uppgick 2002 i Dalby församling.

## Administrativ historik
Församlingen har medeltida ursprung.
Församlingens var före 1530 annexförsamling i pastoratet Dalby, Hällestad och Bonderup. Från 1530 till 1680 var den moderförsamling i pastoratet Bonderup och Esarp, från 1680 till 1 maj 1925 annexförsamling i pastoratet Hällestad, Dalby och Bonderup, från 1 maj 1925 till 2002 annexförsamling i pastoratet Dalby, Hällestad och Bonderup som före 1962 även omfattade Gödelövs församling. Församlingen uppgick 2002 i Dalby församling.

## Kyrkor
- Bonderups kyrka